# Ђулијано ди Рома
Ђулијано ди Рома (итал. Giuliano di Roma) је насеље у Италији у округу Фрозиноне, региону Лацио.
Према процени из 2011. у насељу је живело 900 становника. Насеље се налази на надморској висини од 358 м.

## Становништво
| 1936. | 1951. | 1961. | 1971. | 1981. | 1991. | 2001. | 2011. |
| ----- | ----- | ----- | ----- | ----- | ----- | ----- | ----- |
| 3.021 | 2.843 | 2.403 | 2.026 | 2.136 | 2.239 | 2.228 | 2.343 |